# 拉沃当地区阿斯潘
拉沃当地区阿斯潘（法語：Aspin-en-Lavedan，法語發音：[aspɛ̃ ɑ̃ lavdɑ̃]）是法国上比利牛斯省的一个市镇，属于阿热莱斯加佐斯特区。

## 地理
拉沃当地区阿斯潘（43°4'30"N, 0°2'49"W）面积1.77 平方千米，位于法国奧克西塔尼大區上比利牛斯省，该省份为法国西南部内陆省份，北至热尔省，西接大西洋比利牛斯省，南与西班牙接壤，东临上加龙省。
与拉沃当地区阿斯潘接壤的市镇（或旧市镇、城区）包括：盧爾德、维热、奥桑、吕加尼昂。

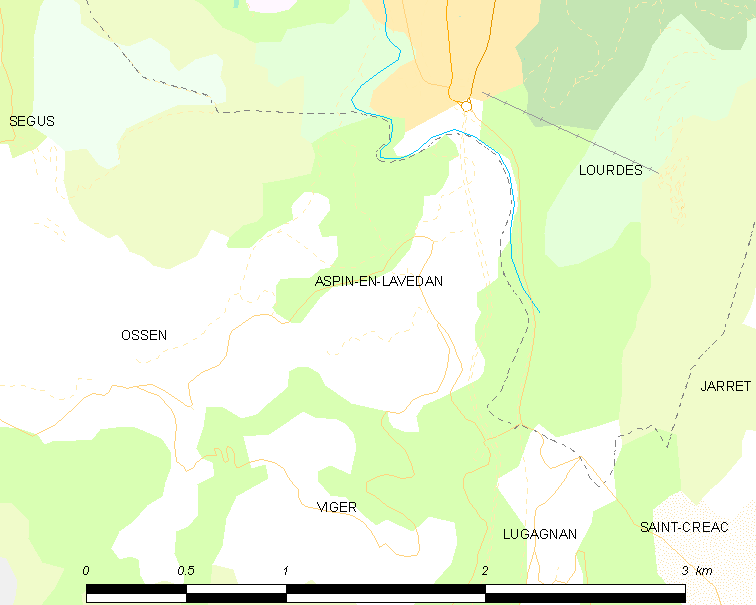
拉沃当地区阿斯潘的OSM定位图

拉沃当地区阿斯潘的时区为UTC+01:00、UTC+02:00（夏令时）。

## 行政
拉沃当地区阿斯潘的邮政编码为65100，INSEE市镇编码为65040。

## 政治
拉沃当地区阿斯潘所属的省级选区为卢尔德第一县。

## 人口

1962-2008年间拉沃当地区阿斯潘人口变化图示

拉沃当地区阿斯潘于2022年1月1日时的人口数量为301人。